# 俳人漱石
『俳人漱石』は日本の俳人、国文学者、坪内稔典の著書である。夏目漱石の残した俳句から100句を選び、正岡子規と漱石の間の書簡の記述などをもとに、筆者の想像の中で、各句についてその句の背景や評価を筆者、坪内稔典と子規、漱石が対話するという趣向のエッセーである。2003年に岩波新書で発刊された。

## 書誌情報
- 『俳人漱石』 、坪内 稔典(著)、岩波新書(2003/5)　ISBN 4004308380